# Martinique Transport
Martinique Transport est l'autorité unique responsable de l'organisation et de la direction des transports terrestres, maritimes, de passagers et de marchandises sur l'île de la Martinique,,.
Le 1er juillet 2017, Martinique Transport s'est substituée à l'ensemble des autorités organisatrices de transport de l'île, : Collectivité territoriale de Martinique, la Communauté d'agglomération du Centre de la Martinique (CACEM), la Communauté d'agglomération de l'espace sud de la Martinique et la Communauté d'agglomération du Pays Nord Martinique.
Elle est présidée par David Zobda et de son vice-président, Jean-Claude Duverger.